# Thora Dardel
Thora Maria Theresia Alexandra Axelsdotter Dardel, senast folkbokförd Hamilton, ogift Klinckowström, född 24 maj 1899 i Lidingö församling i Stockholms län, död 19 mars 1995 i Oscars församling i Stockholm, var en svensk  författare, under tolv år hustru till Nils Dardel.

## Biografi
Thora Dardel var dotter till friherre Axel Klinckowström och Thyra Gyldén. Som ung studerade Thora Dardel skulptur för Sigrid Blomberg i Stockholm, för Jens Bregnø i Köpenhamn. Hon gick även och tecknade på både Althins och Carl Wilhelmsons målarskolor. 1919 for hon till Paris för att studera skulptur för Antoine Bourdelle. Där träffade hon Nils Dardel och ett stort antal kända konstnärer som var aktiva i staden under 1920-talet. Hon berättade om sina upplevelser i boken "Jag for till Paris" som först kom ut 1941. Hon publicerade flera böcker, med debuten Flickan som reste ensam som gavs ut 1923 på Albert Bonniers Förlag. Under 1920-talet arbetade hon även som reporter och fotograf för Bonniers Veckotidning. Både Nils Dardel och Amedeo Modigliani har målat välkända porträtt av henne.

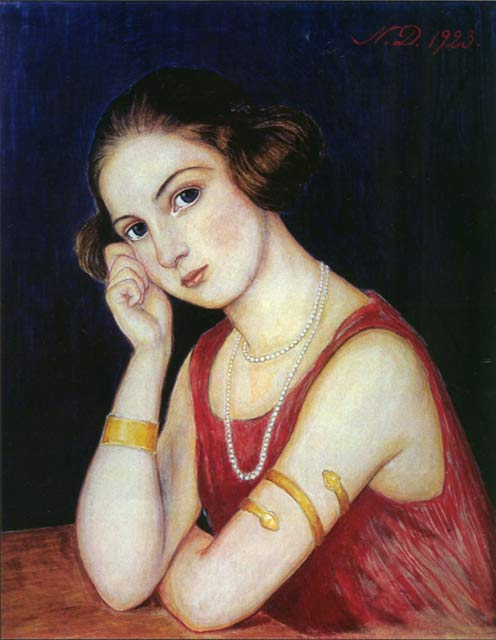
Thora Dardel, målad 1923 av dåvarande maken Nils Dardel.

Hon var gift första gången 1921–1934 med konstnären Nils Dardel och andra gången 1934–1944 med greve Mac Hamilton (1903–1952). Dottern Ingrid von Dardel (1922–1962), konstnär, var gift först med skådespelaren Gustaf Unger och sedan med direktör Lage Ekwall. Thora Dardel och dottern Ingrid är begravda på Ekerö kyrkogård.